# 한국경영과학회
한국경영과학회는 경영과학과 이에 관련되는 학문연구 및 국제교류를 통하여 사회공익과 경영과학 분야의 발전에 기여하며 회원 상호간의 친목을 도모함을 목적으로 1977년 6월 8일 설립허가된 대한민국 미래창조과학부 소관의 사단법인이다. 사무실은 137-063 서울특별시 서초구 방배 3동 984-1 머리재빌딩 306호에 있다.